# Horatio Curtis Wood
Pour les articles homonymes, voir Wood.
Horatio Curtis Wood est un médecin et un naturaliste américain, né le 13 janvier 1841 à Philadelphie et mort le 3 janvier 1920.

## Biographie
Il est diplômé de médecine en 1862 à l’université de Pennsylvanie où il enseigne la botanique de 1866 à 1876. Il est professeur de clinique des maladies nerveuses (1875 à 1901) et de thérapeutique (1876 à 1901). Il fait paraître plusieurs monographies médicales mais aussi des ouvrages sur les plantes et les animaux (notamment les myriapodes et les opilions).